# 重友梨佐
重友 梨佐（しげとも りさ、1987年8月29日 - ）は、日本女子の陸上競技・元選手。専門種目は長距離走・マラソン。2012年ロンドンオリンピック、2015年世界陸上北京大会、2017年世界陸上ロンドン大会各女子マラソン日本代表。大阪国際女子マラソン2回優勝（2012年・2017年）など。

## 人物・経歴

### 学生時代まで
1987年8月29日、岡山県備前市出身。小学校3年生時に陸上競技を始める。備前市立備前中学校卒業後、全国高等学校駅伝競走大会では例年強豪チームの興譲館高等学校に入学。
高校時代は森政芳寿の指導を受ける。2年生時に第16回全国高校駅伝（2004年）に初出場し、2区を走って区間7位。新谷仁美（1区）から先頭でタスキを受けた重友は首位を守ったものの、チームはアンカーで逆転されて2位に終わる。3年生時にチームの主将を任されて第17回全国高校駅伝（2005年）に優勝。前年に続いて2区に登場した重友は、再び新谷から先頭でタスキを受け、区間2位の好走で優勝に貢献した。興譲館高校卒業後は地元・岡山市の天満屋に入社。

### 実業団入りと初マラソン
天満屋入社後は女子陸上競技部に所属、先輩の坂本直子（アテネオリンピック女子マラソン7位入賞）、中村友梨香（北京オリンピック女子マラソン13位）や、同興譲館高校の3年後輩に当たる小原怜（世界陸上北京大会女子10000ｍ22位）らに混じって走り、地道に実力をつける。全日本実業団対抗女子駅伝競走大会では第30回（同回まで岐阜県開催）・第31回（当回から宮城県開催）と5区を走り2年連続区間賞を獲得。特に第30回大会では、天満屋チームの初優勝にも貢献した。
初マラソンは当初2011年3月13日の名古屋国際女子マラソンを予定していたが、大会前々日に発生した東北地方太平洋沖地震（東日本大震災）により大会が急遽中止に。1か月後、2011年4月のロンドンマラソンにスライド出場して初マラソンに挑んだが、調整失敗もあり2時間31分台で24位の結果に終わった。

### ロンドン五輪まで
2回目のマラソンとなった2012年1月29日の第31回大阪国際女子マラソンでは国内招待選手として出場。レース中盤まで、日本女子長距離走の第一人者である福士加代子と並走していたが、27km手前で遅れ始めた福士を振り切ってからは独走態勢となる。その後も大きく崩れることなく2時間23分23秒（当時日本女子マラソン歴代9位）の好タイムでマラソン初優勝を果たし、ロンドンオリンピック女子マラソン日本代表へ初選出された。天満屋の所属選手としては、2000年シドニーオリンピック代表・7位入賞の山口衛里、2004年アテネ五輪代表・坂本、2008年北京五輪代表・中村に続いて、4大会連続でオリンピックの女子マラソン日本代表となる。
しかし、2012年6月下旬頃に右足首を痛めるアクシデントが発生、練習不足のままで同年8月5日開催のロンドン五輪女子マラソンに強行出場。女子マラソン本番レースでは、15Km付近でいったん先頭集団の前に出る場面があったが、20Km手前付近で集団に全くついていけずに大きく離され、苦しいレースとなる。完走はなんとか果たしたが、結局2時間40分台の79位（当初）と惨敗だった（他木崎良子16位、尾崎好美19位で日本女子3選手ともメダル・入賞ならず）。しかし、ロンドン五輪・女子マラソン開催より3年経過後の2015年11月、ウクライナ陸連は当初5着（ゴール記録は2時間24分32秒）だったタチアナ・ガメラの血液データを蓄積し変化を調べる「生体パスポート」の検査で異常値を示したため、ガメラをドーピング違反と判定。ガメラのロンドン五輪5位入賞の順位・ウクライナ記録をそれぞれ取り消したため、同五輪・女子マラソンの重友の79着の順位が78位に繰り上がった（他木崎は15位、尾崎も18位に繰り上げ）。
ロンドン五輪から1年経過した、2013年8月25日に北海道マラソンに優勝を目指して出場するも、2時間51分台の13位と完敗（優勝は渡邊裕子）。それから約2か月後、2013年11月3日開催のニューヨークシティマラソンにエントリー（前年の同大会はハリケーンで中止）。中盤まで3位争いに加わるも徐々に後退、女子優勝のプリスカ・ジェプトゥー（ケニア・ロンドン五輪女子マラソン銀メダリスト）から7分近く遅れての11位に留まる。再起を期して、2014年1月26日の大阪国際女子マラソンへ2年ぶりに出場。15Km地点までは先頭争いに加わったが、その後大幅にペースダウン、2時間58分台の64位（当初、のち63位に繰り上げ）と不本意な成績だった。

### 世界陸上北京大会まで
翌2015年1月25日、2年連続3回目となる大阪国際女子マラソンに出走。タチアナ・ガメラシュミルコに10Km付近で追いつくが、中間点近くの折り返し地点を過ぎたから徐々に遅れていき、30Km過ぎではエレナ・プロコプツカ（ラトビア）にもかわされる。結果2時間26分台の記録ながらも、日本人トップとなる3位（当初）に入り、2012年の同大会以来3年振りの好走を見せる。しかし、同年12月に当初3連覇だったガメラシュミルコのドーピング違反による失格裁定により、優勝・プロコプツカ、2位・重友と順位がそれぞれ繰り上がった。
同年3月11日、8月に開催される世界陸上北京大会女子マラソン日本代表へ、日本陸上競技連盟からは大阪国際でレース前半からハイペースの外国招待選手らに積極的についていった内容を高く評価され、自身初の世界陸上選手権に選出される。だが、横浜国際女子マラソンで優勝（2時間26分57秒）した田中智美とのゴールタイムはわずか18秒の差ながら、重友と最後の日本代表の座を争って落選したため、田中を指導する第一生命陸上部監督の山下佐知子を初め、ほか増田明美・高橋尚子などからも大きな異議が上がった。また千葉真子は今回の選考に関し「重友さんがかわいそう」「重友さんは心から『やった』という走りじゃなかった。田中さんは実力がある。今後のレースでギャフンと言わせて欲しい」と、両選手を気遣うコメントを述べている。
2015年8月30日、世界陸上北京大会の女子マラソンに出場。33Km地点辺りまでは集団の先頭で引っ張る積極性も見せたが、その後優勝したマーレ・ディババ（エチオピア）らのロングスパートに対応できずに後退、メダル・入賞争いから脱落。結局日本女子では3番手の14位だった（伊藤舞が7位入賞し翌2016年・リオデジャネイロ五輪日本代表に内定。前田彩里は13位）。

### リオ五輪出場ならず
2016年1月31日、リオ五輪女子マラソン選考会を兼ねた第35回大阪国際女子マラソンに出場。4年前のロンドン五輪選考会時と同様、福士加代子との対決が注目される。しかし15Km過ぎに福士らのハイペースから徐々に離され、レース後半は大きく失速してしまう。結果、優勝した福士とは約8分差で2時間30分台の5位に終わり、2大会連続の五輪女子マラソン日本代表入りはならなかった。
2016年12月23日の山陽女子ロードレース・ハーフマラソンの部に出走、6位ながらも1時間11分47秒のタイムでハーフの自己記録を47秒更新した（優勝は同天満屋所属の小原怜）。

### 世界陸上ロンドン大会まで
2017年1月29日、4年連続5回目となる第36回大阪国際女子マラソンに出場。レース序盤はハイペースの先頭集団についたが、14Km過ぎで第2集団に下がって待機。一時は先頭集団とは20秒以上差が付くも、24Km以降からペースアップ。29Km地点で単独2位に順位を上げ、レース後半に入り先頭を走る堀江美里（ノーリツ）との徐々に差を詰めて、35.5Km地点辺りで堀江を逆転。その後は重友の独走となり、自身のマラソン記録更新はならなかったが、2時間24分台のタイムで同大会5年ぶり2度目の優勝を果たした。大阪国際女子マラソンで2回優勝の日本選手は、渋井陽子・赤羽有紀子・福士加代子に続いて史上4人目となる。この好成績によって同年3月17日、2017年8月開催予定の世界陸上ロンドン大会女子マラソン日本代表入りへ、2大会連続2度目の選出となった。
2017年8月6日、世界陸上ロンドン大会の女子マラソンに出場するも、20Km過ぎで優勝・メダル争いから脱落。その後も順位は上がらないまま、世界陸上は2大会続けて日本女子で最下位の27位に終わり、これが現役最後のマラソンとなった（清田真央が日本人トップで16位、安藤友香も17位と日本女子3選手共入賞は成らなかった）。

### 現役引退
2017年11月26日、10年連続11回目の出場となるクイーンズ駅伝in宮城（第37回全日本実業団女子駅伝）へ6区・アンカーで出走（21分36秒・区間5位、天満屋チーム総合6位）。結果的にこのレースが、重友自身現役最後のラストランと成った。
同年12月19日、翌2018年3月末日をもって現役引退し、所属先の天満屋を退職することを表明。2日後の12月21日、記者会見において重友は「此処で区切りを付けるのがベストだと判断しました。自分の中では納得しています」と笑みを浮かべながらコメントしていた。引退後は、市民ランナー・学生などのランニング指導でも活動している。

## マラソン全成績
| 年月       | 大会                             | 順位 | 記録          | 備考                                                     |
| ---------- | -------------------------------- | ---- | ------------- | -------------------------------------------------------- |
| 2011年4月  | ロンドンマラソン                 | 24位 | 2時間31分28秒 | 初マラソン・世界陸上大邱大会選考レース                   |
| 2012年1月  | 大阪国際女子マラソン             | 優勝 | 2時間23分23秒 | マラソン初優勝・マラソン自己記録・ロンドン五輪選考レース |
| 2012年8月  | ロンドンオリンピック女子マラソン | 78位 | 2時間40分6秒  | 日本女子では最下位                                       |
| 2013年8月  | 北海道マラソン                   | 13位 | 2時間51分55秒 |                                                          |
| 2013年11月 | ニューヨークシティマラソン       | 11位 | 2時間31分54秒 | 日本女子では首位                                         |
| 2014年1月  | 大阪国際女子マラソン             | 63位 | 2時間58分45秒 | 2014年アジア競技大会選考レース                           |
| 2015年1月  | 大阪国際女子マラソン             | 2位  | 2時間26分39秒 | 日本女子では首位・世界陸上北京大会選考レース             |
| 2015年8月  | 世界陸上北京大会女子マラソン     | 14位 | 2時間32分37秒 | 日本女子では最下位・リオデジャネイロ五輪選考レース       |
| 2016年1月  | 大阪国際女子マラソン             | 5位  | 2時間30分40秒 | リオデジャネイロ五輪選考レース                           |
| 2017年1月  | 大阪国際女子マラソン             | 優勝 | 2時間24分21秒 | マラソン2度目の優勝・世界陸上ロンドン大会選考レース      |
| 2017年8月  | 世界陸上ロンドン大会女子マラソン | 27位 | 2時間36分03秒 | 日本女子では最下位・現役最後のマラソン                   |